# سایلنت پلنت
سایلنت پلنت (انگلیسی: Silent Planet) یک گروه موسیقی متال‌کور آمریکایی از آزوسا، کالیفرنیا است که از سال ۲۰۰۹ آغاز به کار کرد.